# 935 Clivia
935 Clivia eller 1920 HM är en asteroid i huvudbältet, som upptäcktes den 7 september 1920 av den tyske astronomen Karl Wilhelm Reinmuth i Heidelberg. Den har fått sitt namn efter det vetenskapliga namnet på Mönjeliljesläktet.
Asteroiden har en diameter på ungefär 6 kilometer och den tillhör asteroidgruppen Flora.